# Demografia de Santa Helena (território)
A ilha de Santa Helena (território) tem uma população pequena, com aproximadamente 4 mil habitantes, em sua grande maioria descendentes dos colonos britânicos, dos empregados da Companhia Britânica das Índias Ocidentais e dos trabalhadores trazidos do sul da Ásia, Índias Ocidentais, Madagascar e China . A língua falada na ilha é o Inglês.

## Estatísticas demográficas doCIA World Factbook
População
De acordo com estimativas de 2005, a população de Santa Helena estava em torno de 3.800 habitantes. de acordo com estimativas para o ano 2000, a taxa de natalidade foi de 13,73 nascimentos por mil habitantes, e a taxa de mortalidade foi de 6,1 mortes por mil habitantes, e a taxa de migração foi zero. No mesmo ano, foi estimado que o crescimento populacional foi de 0,76%.
A estimativa de mortalidade infantil foi de 23,23 mortes por 1.000 nascimentos com vida em 2000, e a taxa de natalidade foi de 1,53 criança por mulher no mesmo ano.  A expectativa de vida foi estimada em 76,83 anos, sendo de 73,95 anos para homens, e 79,85 para mulheres.
As tabelas abaixo descrevem a estrutura etária e a relação entre gêneros estimado em 2000.
| Limite de idade (anos) | % da população | dos quais homens | dos quais mulheres |
| ---------------------- | -------------- | ---------------- | ------------------ |
| 0-14                   | 19             | 705              | 691                |
| 15-64                  | 72             | 2,691            | 2,472              |
| 65+                    | 9              | 274              | 379                |

| Limite de idade (anos) | Relação homens/mulheres |
| ---------------------- | ----------------------- |
| no nascimento          | 1.06                    |
| 0-14                   | 1.02                    |
| 15-64                  | 1.09                    |
| 65+                    | 0.72                    |
| Total                  | 1.04                    |

A Ilha Ascensão não possui oficialmente habitantes nativos. Uma população flutuante de aproximadamente 3.000 pessoas vivendo na ilha, formada principalmente por membros das forças armadas americanas e britânicas, apoiando empreiteiros civis que servem na base aérea anglo-americana conjunta, e os membros das suas famílias (algumas das quais nasceram na ilha).
A Ilha de Tristão da Cunha tem uma população de aproximadamente 300 pessoas descendentes principalmente de britânicos e italianos.
Grupos étnicos
Os nativos são chamados (em inglês) St. Helenians. Os cidadãos de Santa Helena e suas dependências têm cidadania britânica. Em 21 de maio de 2002 eles tiveram acesso à cidadania britânica completa pelos britânicos territórios ultramarinos Act 2002.  50% da população é negra, 25% é chinesa e o restante branca, especialmente de origem Britânica.
Na Ilha de Tristão da Cunha, o cristianismo é a religião majoritária, sendo as mais importantes as igreja Anglicana e Católica Romana.
Religião
O país posui liberdade religiosa, sendo a Anglicana a religião predominante. Outras religiões incluem: Fé Bahá'í, Igreja Batista, Budismo, Catolicismo romano, e Igreja Adventista do Sétimo Dia.
De acordo com as estatísticas dos Testemunhas de Jeová, Santa Helena possui proporcionalmente a maior população dessa igreja no mundo: uma pessoa para cada 29, em um total aproximado de 250 pessoas.
Escolaridade
Quando alfabetizado é definido sendo de 20 anos de idade ou mais e capaz de ler e escrever, 97% por cento do total da população é alfabetizada, de acordo com estimativas do 1987. 97% dos homens e 98% das mulheres de Santa Helena são alfabetizados segundo esta definição, pelas mesmas estimativas.

## References
1. ↑  «Official Tourism Site linked from official Government of St Helena website». Consultado em 10 de outubro de 2009. Arquivado do original em 17 de maio de 2008